# Baccaurea malayana
Baccaurea malayana är en emblikaväxtart som först beskrevs av William Jack, och fick sitt nu gällande namn av George King och Joseph Dalton Hooker. Baccaurea malayana ingår i släktet Baccaurea och familjen emblikaväxter. Inga underarter finns listade i Catalogue of Life.